# Armando Brambilla

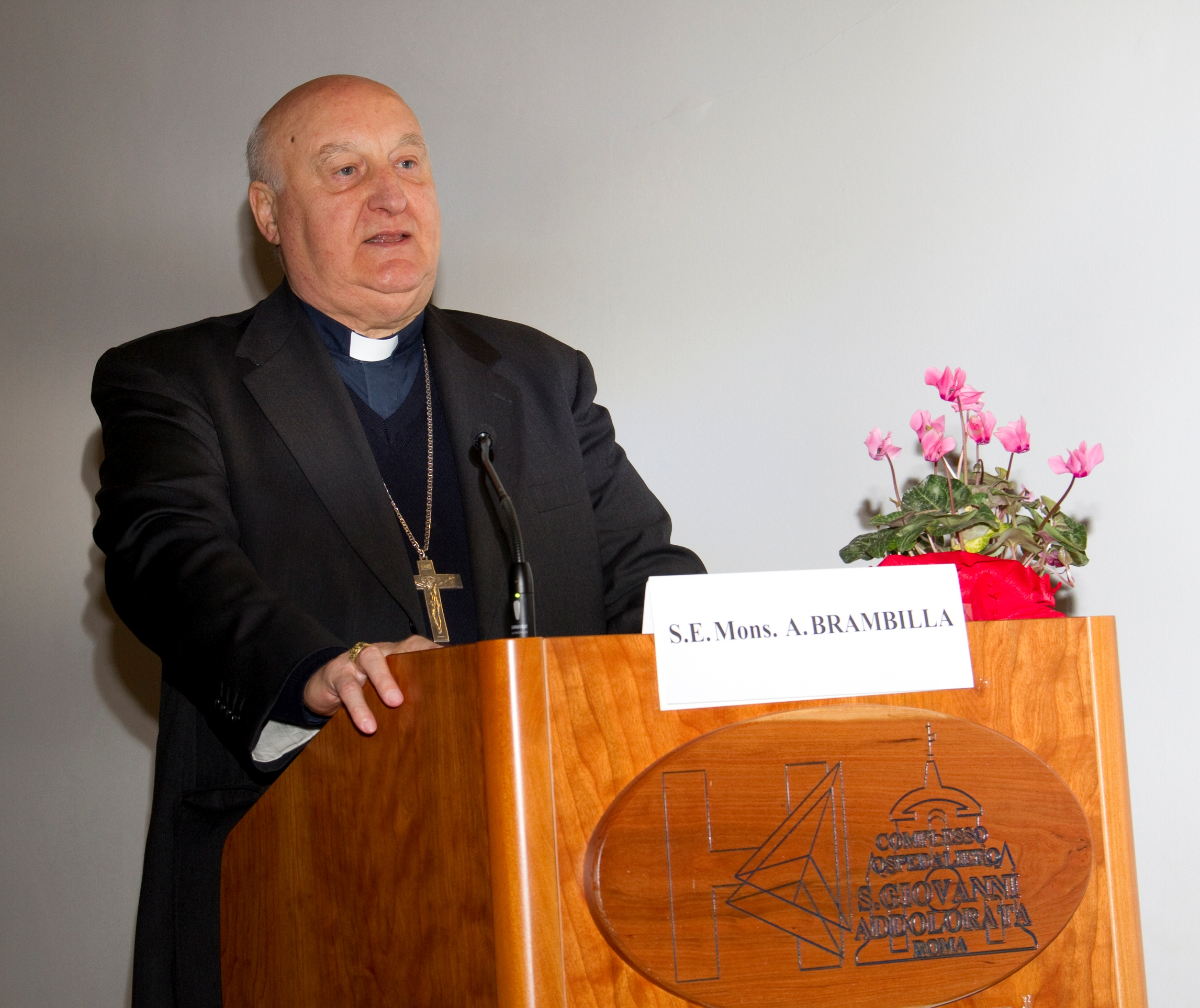
Armando Brambilla, 2011

Armando Brambilla (* 21. Januar 1942 in Cologno Monzese, Provinz Mailand, Italien; † 24. Dezember 2011 in San Maurizio al Lambro, Provinz Mailand) war Weihbischof im Bistum Rom.

## Leben
Armando Brambilla ar zunächst als Buchhalter für die Stadt Cologno Monzese tätig. Am 21. Januar 1972 trat er in das Priesterseminar Comunità Missionaria del Paradiso ein. Er studierte Philosophie und Theologie am Diözesanseminar von Bergamo und empfing am 11. Juni 1977 die Priesterweihe. Er war zunächst in der Pfarre St. Giustino in Alessandrina sowie als Religionslehrer an der Fedro tätig. 1986 wurde er Pfarrer von St. Giustino. Zudem war er Kaplan des Istituto secolare in Rom. An der Diözesansynode in Rom war er Vertreter seines Bistums. Jahrelang war er stellvertretender Präfekt der sechzehnten Präfektur. Nach einem Studium der Pastoraltheologie an der Päpstlichen Lateran-Universität wurde er 1993 zum Kaplan Seiner Heiligkeit ernannt.
Papst Johannes Paul II. ernannte ihn am 25. März 1994 zum Titularbischof von Iomnium und bestellte ihn zum Weihbischof in Rom mit der besonderen Aufgabe der Krankenhausseelsorge und der Stadtmission der italienischen Hauptstadt. Die Bischofsweihe spendete ihm Kardinalvikar Camillo Ruini am 7. Mai desselben Jahres in der Lateranbasilika; Mitkonsekratoren waren Giuseppe Mani, Weihbischof in Rom, und Roberto Amadei, Bischof von Bergamo.
Vom 24. Oktober 1995 bis 8. Juni 2010 war Armando Brambilla Sekretär der Bischofskonferenz der Kirchenregion Latium. Seit 1997 war er Diözesan-Beauftragter für die römischen Confraternite Romane, die er seit 1999 auch in der italienischen Bischofskonferenz CEI vertrat; er war seit dem 29. April 2009 deren Kaplan. In der italienischen Bischofskonferenz CEI war er zudem Mitglied der Kommission für den pastoralen Dienst der Nächstenliebe und der Gesundheit. Am 16. November 2009 wurde er Mitglied des Centro per la Cooperazione Missionaria tra le Chiese. Zum Zeitpunkt seines Ablebens war Brambilla dienstältester der fünf Weihbischöfe der Diözese Rom.